# Francesco Vettori
Francesco Vettori (* 1474 in Florenz; † 1539 ebenda) war ein florentinischer Staatsmann.

## Leben

### Opposition unter Piero Soderini (bis 1512)
Vettori stieg nach der Vertreibung der Medici von 1494 in die Regierung auf und wurde 1503 Mitglied des Regierungsrats. Die Vettori standen jedoch in den Jahren nach 1502 eher gegen die in Florenz aufgerichtete Herrschaft unter dem auf Lebenszeit in sein Amt eingesetzten Gonfaloniere Piero Soderini. Das Hauptmoment, welches die Opposition der Oligarchie von Florenz bestimmte, war die uneingelöste Hoffnung, der Träger des Spitzenamtes solle nach Jahren der Unordnung die führenden Familien an der Herrschaft beteiligen und nicht – wie Soderini tat – mit der Volksversammlung und mit der Hilfe von Aufsteigern gegen sie regieren. Francesco und sein Bruder Paolo waren im Übrigen über ihre Mutter zwei Neffen des diese Gegnerschaft nachhaltig repräsentierenden Bernardo Rucellai.
Im Sommer 1507 wurde von der Opposition seine Entsendung zum Reichstag von Konstanz durchgesetzt, worüber die inoffizielle Gesandtschaft des Soderini-Gefolgsmanns Niccolò Machiavelli vereitelt wurde. Dennoch datiert auf diese Zeit der Beginn der lebenslangen Freundschaft zwischen den beiden Florentinern, so Machiavelli unter dem Vorwand der mündlichen Nachrichtenübermittlung aufzubrechen hatte und im Januar 1508 zur Zeit einer Versammlung der Landstände von Tirol hinzustieß. Gemeinsam bezeugten sie bis zum Frühsommer 1508 den Kampf von Maximilian I. gegen die Venezianer und das Scheitern des geplanten Italienzuges an den Alpen. Während Machiavelli im Juni des Jahres seinen Rückweg nach Florenz nahm, verblieb Vettori bis zum Frühjahr 1509 in Deutschland.
Als Soderini im Spätsommer 1512 vor seiner Absetzung stand, weil nach dem Zusammenbruch der französischen Schutzmacht die Spanier unter Ramón de Cardona in die Toskana vordrangen und auf die Rückführung der Medici zielten, kam Francesco Vettori eine Schlüsselrolle in der Rettung des Gonfaloniere zu: Insoweit der Bruder Paolo zu den Verschwörern gehörte, die am 31. August den Staatsstreich wagten, wurde der weniger parteigebundene Francesco um Vermittlung angerufen. Sodann war er in der Nacht vom 31. August auf den 1. September beauftragt, Piero Soderini nach dessen erzwungenem Rücktritt mit einigen Geleitreitern aus Florenz heraus und in Richtung auf das Sienesische zu sekundieren und in Sicherheit zu bringen.

### Parteimann der Medici (ab 1512)
Nach der Rückkehr der Medici war Francesco Vettori von Januar 1513 bis Mai 1515 der offizielle Gesandte der Republik Florenz in Rom, fristete jedoch ein Schattendasein: Die Geschicke seiner Vaterstadt und der Pontifikat von Leo X. de’ Medici ruhten in den Händen einer Familie. Der in Ungnade gefallene Niccolò Machiavelli hoffte vergeblich,  durch ihn die Gunst der neuen Machthaber zu gewinnen. Daneben gibt der Briefwechsel zwischen ihm und Vettori einen Einblick über die Einschätzung der politischen Situation in der Zeit vor der Rückeroberung der Lombardei durch die Franzosen unter Franz I.
Im Sommer 1515 war Vettori der Kriegskommissar der florentinischen Truppen an der Seite des jüngeren Lorenzo de’ Medici. Bis 1518 war er Gesandter in Frankreich und maßgeblich an den Verhandlungen beteiligt, die das neue Bündnis der Medici und der Franzosen festigten und in die Ehe des jüngeren Lorenzo mit Madeleine de la Tour d’Auvergne mündeten. 

In der Zeit nach dem Sturz der Medici von 1527 war Vettori 1529 abermals Botschafter in Rom. Außerdem ist er mit einigen Schriften innerhalb des Verfassungsdiskurses der Republik Florenz dokumentiert. 
Unter den bedeutenderen Schriften von Francesco Vettori findet sich u. a. der Viaggio in Alamagna, seine im Rückblick auf seine Legation von 1507/08 verfasste Reisebeschreibung und Porträtierung der Deutschen. Die Geschichte Italiens hat er für die Jahre von 1511 bis 1527 in seinem Sommario delle cose di Italia beschrieben. Dabei berücksichtigte er die europäischen Begebenheiten und führte auf die Ereignisse im Umfeld des Sacco di Roma hin.